# Eumida tubiformis
Eumida tubiformis är en ringmaskart som beskrevs av Moore 1909. Eumida tubiformis ingår i släktet Eumida och familjen Phyllodocidae. Inga underarter finns listade i Catalogue of Life.